# یواس‌اس بیدل (دی‌دی-۱۵۱)
یواس‌اس بیدل (دی‌دی-۱۵۱) (به انگلیسی: USS Biddle (DD-151)) یک کشتی بود که طول آن ۹۵٫۸۳ متر (۳۱۴٫۴ فوت) بود. این کشتی در سال ۱۹۱۸ ساخته شد.